# Джованні Артузі
Джованні Артузі (італ. Artusi; близько 1540 — 18 серпня 1613, Болонья) — італійський теоретик музики і композитор. Один з провідних італійських теоретиків в епоху переходу від Ренесансу до бароко, який прославився консервативною критикою музичного авангарду свого часу.

## Вчення
У поглядах на контрапункт загалом поділяв теоретичні погляди свого вчителя Джозеффо Царліно, виступив на його боці в полеміці між Царлино і Вінченцо Галілеєм. Велику увагу приділяв вживання дисонансу, розглядаючи його як дієвий засіб (Agente) для вираження драматичних афектів (скорботи, плачу, болю і т п.). Допускав розв'язання кварти в тритон і малої секунди в приму. Як естетично довершені зразки рекомендував композиторам музику Палестріни, Андреа Ґабріелі і Якоба Клемента.
Проблемою, яка привернула особливу увагу Артузі, стало узгодження звучання ансамблю, особливо інструментального. Він з жалем констатував недосконалість сучасного йому строю. Відкидаючи напружену (сінтонічну) діатоніку Птолемея, яку підтримував Царліно, вважав, що тільки реалізація ідеї Аристоксена щодо рівності тонів і півтонів здатна задовольнити потреби сучасної інструментальної музики.

## Полеміка з Монтеверді
У першому і другому томах трактату «Артузі, або про недосконалості сучасної музики» (1600, 1603), написаних у формі діалогу, піддав критиці нововведення (перш за все, вільне, «неправильне» вживання дисонансу в контрапункті, хроматизм в мелодиці, а також неналежне об'єднання ладів) якогось сучасного композитора (у трактаті 1603 року фігурує під псевдонімом Еміль Фогель) впевнено ідентифікованого як Клаудіо Монтеверді.
Монтеверді відповів на ці закиди у Посланні до своєї П'ятої книги мадригалів (1605). Для розрізнення двох композиторських підходів, сучасного і старовинного, Монтеверді використовує поняття другої практики (seconda pratica) і першої практики (prima pratica).
Вперше словосполучення Seconda Пратіка зустрічається в трактаті Артузі 1603 року. Артузі вкладає «другу практику» в уста свого опонента, якогось «академіка Оттузо». Під цим мається на увазі цілком конкретна сутність, а саме хроматичний півтон, що виникає в результаті дезальтераціі (зниження ступеня відразу після того, як вона з'явилася у вигляді підвищеної, або, навпаки, підвищення після того, як вона тільки що пройшла у вигляді зниженої). Пафос Артузі — в критиці дезальтерації й інших мелодичних і контрапунктичних вольностей.
На боці Клаудіо Монтеверді в полеміці з Артузі виступив його брат Джуліо Чезаре, який написав післямову до нового збірника Клаудіо «Scherzi musicali» (1607). Це післямова, що має характер маніфесту (оригінальна назва «Dichiaratione»), — важливий документ в історії західноєвропейської музики. Брати Монтеверді надають словами «перша практика» та «друга практика» не конкретне значення, а узагальнене. У «першій практиці», основи якої встановив Царліно, понад усе була краса контрапункту. У число чільних представників «першої практики» Джуліо Чезаре включає Йоганнеса Окегема, Жоскена Депре, П'єра де ля Рю та інших великих ренесансних поліфоністів.
У «другій практиці» на думку братів Монтеверді безроздільно панує поетичний текст, якому повинні підкорятися мелодія, гармонія і ритм. За законами «другої практики» особливі афекти тексту цілком виправдовують нерегулярності ритму і гармонії. Винахідником «другої практики» Джуліо Чезаре називає Кипріяна де Роре, а до її представників відносить Джезуальдо да Веноза, Маренціо, Луццаскі, Кавальєрі та інших італійських композиторів XVI — XVII початку століть.
На заперечення Клаудіо Монтеверді Артузі відповів (під псевдонімом Антоніо Браччіно Да Тоді) у трактаті 1605 року (не зберігся), а на заперечення Джуліо Чезаре — в трактаті 1608 року. На думку Артузі, домінуючу роль у творі багатоголосної вокальної музики повинен грати не текст, а ритм, якому повинні підкорятися і гармонія і навіть поетичний текст.

## Твори
З музичних творів Артузі збереглися тільки Перша книга канцонетт на 4 голоси (1599) і 8-голосова обробка псалму «Cantate Доміно» (1599).

## Трактати
- L'arte del contraponto ridotta in tavole (Venezia, 1586).
- Seconda parte dell'arte del contraponto, nella quale si tratta dell'utile et uso delle dissonanze(Venezia, 1589).
- L'arte del contraponto (Venezia, 1598).
- L'Artusi, overo Delle imperfettioni della moderna musica ragionamenti dui (Venezia, 1600).
- Seconda parte dell'Artusi, overo Delle imperfettioni della moderna musica (Venezia, 1603) [содержит приложение под названием «Considerationi musicali»]. Английский перевод в книге: Strunk O. Source readings in music history. New York: W.W. Norton & Co., 1950.
- Impresa del molto Rev. M. Gioseffo Zarlino da Chioggia <…> dichiarata (Bologna, 1604).
- Discorso secondo musicale di Antonio Braccino da Todi per la dichiaratione della lettera posta ne' Scherzi musicali del sig. Claudio Monteverdi (Venezia, 1608).